# Bukovlje
Bukovlje es un municipio de Croacia en el condado de Brod-Posavina.

## Geografía
Se encuentra a una altitud de 105 m s. n. m. a 197 km de la capital nacional, Zagreb.

## Demografía
En el censo 2011 el total de población del municipio fue de 3108 habitantes, distribuidos en las siguientes localidades:
- Bukovlje -  1 982
- Ježevik -  63
- Korduševci - 161
- Šušnjevci - 258
- Vranovci - 644

| Gráfica de población de Bukovlje 1857-2011                          |
|                                                                     |
| Según los censos de población de la oficina estadística de Croacia. |